# فيري نايت
كان نايت فيري، (بالإنجليزية: Night Ferry)، قطارًا دوليًا ينتقل من محطة فيكتوريا في لندن وصولاً إلى محطة كيغ دو نورد، قاطعاً القنال الإنكليزي على ظهر باخرة شحن. كان القطار قيد الخدمة من عام 1936  إلى عام 1939، عندما توقف عن العمل إثر افتعال الحرب العالمية الثانية. عاد للعمل عام 1947، حتى توقف نهائياً عام 1980. كان يعمل القطار لصالح شركة كوبانغ إنترناشيونال دي واغن ليتس (Companie Internationale des Wagons-Lits) لغاية عام 1977، حينما تكفلت السكك الحديدية البريطانية بمهمة تشغيله.

## التاريخ
غادر نايت فيري محطته لأول مرة في ليلة 14 أكتوبر 1936. شغّلت كوبانغ انترناشيونال دي واغن ليتس (Compagnie Internationale des Wagons-Lits) القطار لغاية 1 يناير 1977، حينما استولت عليه شبكة السكك الحديدية البريطانية. زودت شبكة السكك الحديدية الجنوبية، سكك الحديد البريطانية بالطاقة المحركة في بريطانيا. كذلك زودت السكك الحديدية البلجيكية، السكك الحديدية الفرنسية بالطاقة منذ عام 1957.
جُزِئ القطار إلى عدة أجزاء وحُمِلَ على ممرات الميناء، وكذلك على الجانب الأيمن من الباخرة بالتساوي؛ للحفاظ على توازن العبارة الناقلة بعد شحنه عليها. عادةً ما كان يغادر من يصل القطار إلى المنصة الثانية في محطة فيكتوريا في لندن، حيث تنفذ فحوصات الجمارك.
تُنقَل عربات نوم وأمتعة مسافري الدرجة الأولى خلال رحلة القطار عبر الباخرة.
في حين تُنقَل أمتعة الدرجة الثانية والعادية عبر سكة حديد تمتد من محطة فيكتوريا إلى مدينة دوفر، ثم ينقل القطار هذه الأمتعة من دان كيرك إلى محطة كيغ دو نورد في باريس. يترجل مسافرو هذا القطار ويعاودون الصعود إلى السفينة وفقاً للطريقة المعتمدة. نقل القطار أحد زوجي فرامل العربات المركّبة Mark1،
المصممة على الطراز الفرنسي، والمتضمنة ممرًا رابطًا بإحدى نهاياتها، والتي زودت الحراس بمقصوراتهم الخاصة، ومكّنتهم من التجوال بين عربات القطار في
انكلترا.
في نوفمبر 1936، أضافت شركة بولمان للسيارات مقصورة طعام لتقديم خدمة الفطور والعشاء، واُجريَت عملية الإضافة بين محطتي فيكتوريا ودوفر. بعد استيلاء
سكك حديد بريطانية على السكك الجنوبية، بخلاف بولمان. تولت السكك البريطانية إدارة المطعم منذ يناير 1948، لكنها ظلت توظف عاملين تابعين لشركة بولمان. لغاية دمج شركة بولمان في فندق وخدمات تموين بريتيش تران سبورت. أما في فرنسا، أضافت شركة بيرمينغهام للقطارات والعربات مقصورة الطعام لأول مرة في عام 1926.
توقفت خدمات القطار مع بدء الحرب العالمية الثانية في سبتمبر 1939، واستؤنفت مرة أخرى في 15 ديسمبر 1947. منذ 2 يونيو 1957، أُضيفَت وفُصِلَت عربة ذهاب وإياب من وإلى بروكسل في منطقة ليل. في شتاء عام 1967/68 وعام 1968/69، أُضيفَت أيضاً رحلة يومية من وإلى بازل في سويسرا، مزودةً منتجعات التزلج بوسائل نقل.

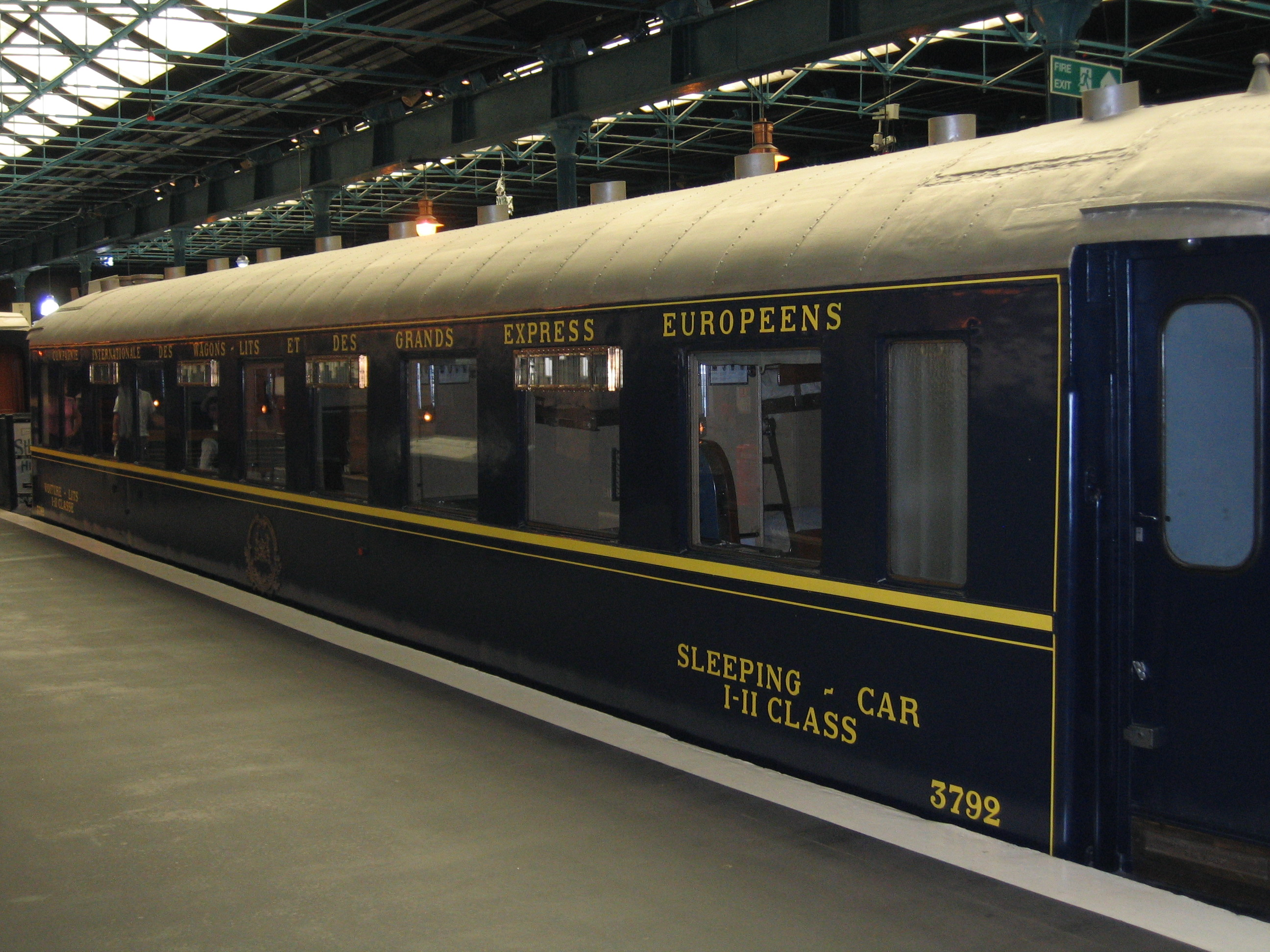
مقصورة النوم رقم 3792 في المتحف الوطني للسكك الحديدية.

بعد تزويد الخط الرئيسي، الجنوبي الشرقي، بين بلدتي سيفنوكس ودوفر المطلة على البحر عام 1961، كانت القاطرة الكهربائية من الفئة 71 مسؤولة عن سحب القطار داخل حدود إنجلترا. لكن في سنوات القطار الأخيرة اسُتخدِمَ الديزل الكهربائي ذو فئة 33 ديزل، أو فئة 73.
كان نايت فيري، يُعَد القطار الوحيد لنقل الركاب بين المملكة المتحدة ووسط أوروبا، لحين إطلاق يوروستار (Eurostar) في 14 نوفمبر 1994. ولم يتجاوز القطار اليومي جولدن ارو القنال الإنجليزي.
تَوقفت خطط بناء نفق للقنال على أرض الواقع في السبعينيات من القرن العشرين. ما منح القطار مهلة قصيرة؛ لأن وجود النفق سيؤدي حتماً إلى توقف نايت فيرري عن نقل الركاب.
بحلول السبعينيات من القرن العشرين، كانت العربات قديمة وبحاجة للتغيير. لم تكن العربات مزودة بنظام تكييف، وعندما كانت على متن الباخرة، خلال رحلة فوياج، ارتفعت الحرارة داخلها كثيراً في فصل الصيف. تفاقمت المشكلة عند نقل المركبات إلى سطح الباخرة، حدث هذا النقل تحت مقصورات النوم، ما أيقظ أغلب المسافرين في منتصف الليل. تجاوز عمر العربات الأربعين عاماً، وإلى حدٍ ما، كانت هذه أقدم عربات نقل للركاب عاملة على الشبكة البريطانية. 

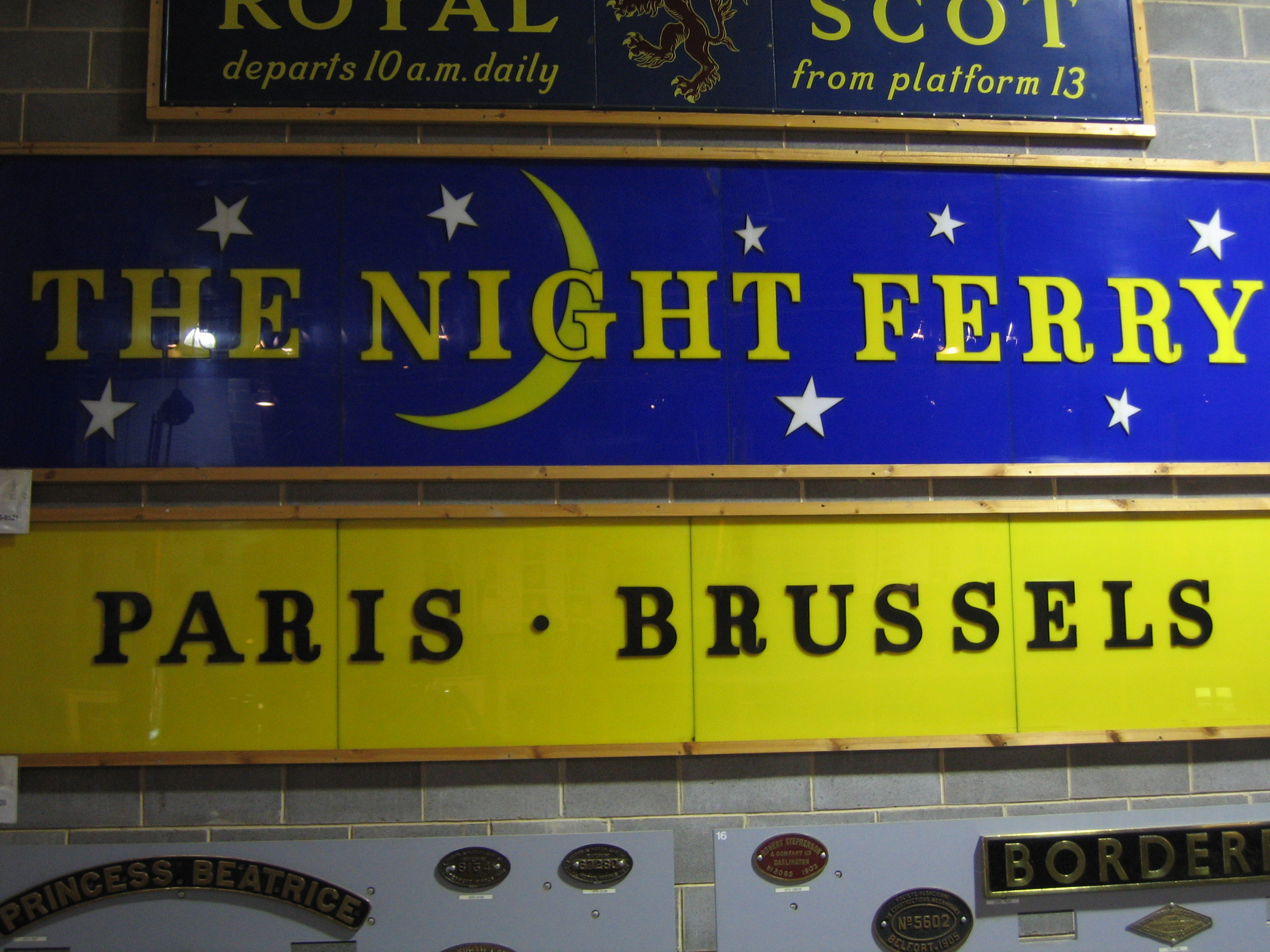
لافتات من محطة فيكتوريا في المتحف الوطني للسكك الحديدية.

منذ 1 يناير 1977، تولت السكك الحديدية البريطانية تشغيل القطار من CIWL، واشترت SNCF عربات النوم السبعة المستخدمة في الخمسينيات من القرن
الماضي. بينما أُجِرَت العربات الباقية من CIWL، بعد صبغها باللون الأزرق المخصص لإكساء مقصورات النوم لدى SNCF، بما فيها علامة الشركة الدعائية، والشريط الأبيض البارز على طول هيكل العربة. دُرِسَت مسألة استخدام مقصورة النوم Mark1 التابعة للسكك البريطانية، والتي بُنِيت في أواخر الخمسينيات من القرن العشرين، ولكنها كانت مستهلكة أيضاً، ولم تنفذ الفكرة قط. ظهرت منصات نايت فيرري وقطاراته في الحلقة الأخيرة الخاصة بعيد الميلاد من مسلسل ستبتو وسون (Steptoe & Son) في عام 1974. وكذلك عرضت دراما نايت فيري، التابعة لمؤسسة أفلام الأطفال، القطار جزئياً عام 1976.
أثرت منافسة خدمات الطيران على القطار أيضاً. وتوقف القطار نهائياً عن العمل في 31 أكتوبر 1980.